# Lietavská Svinná-Babkov

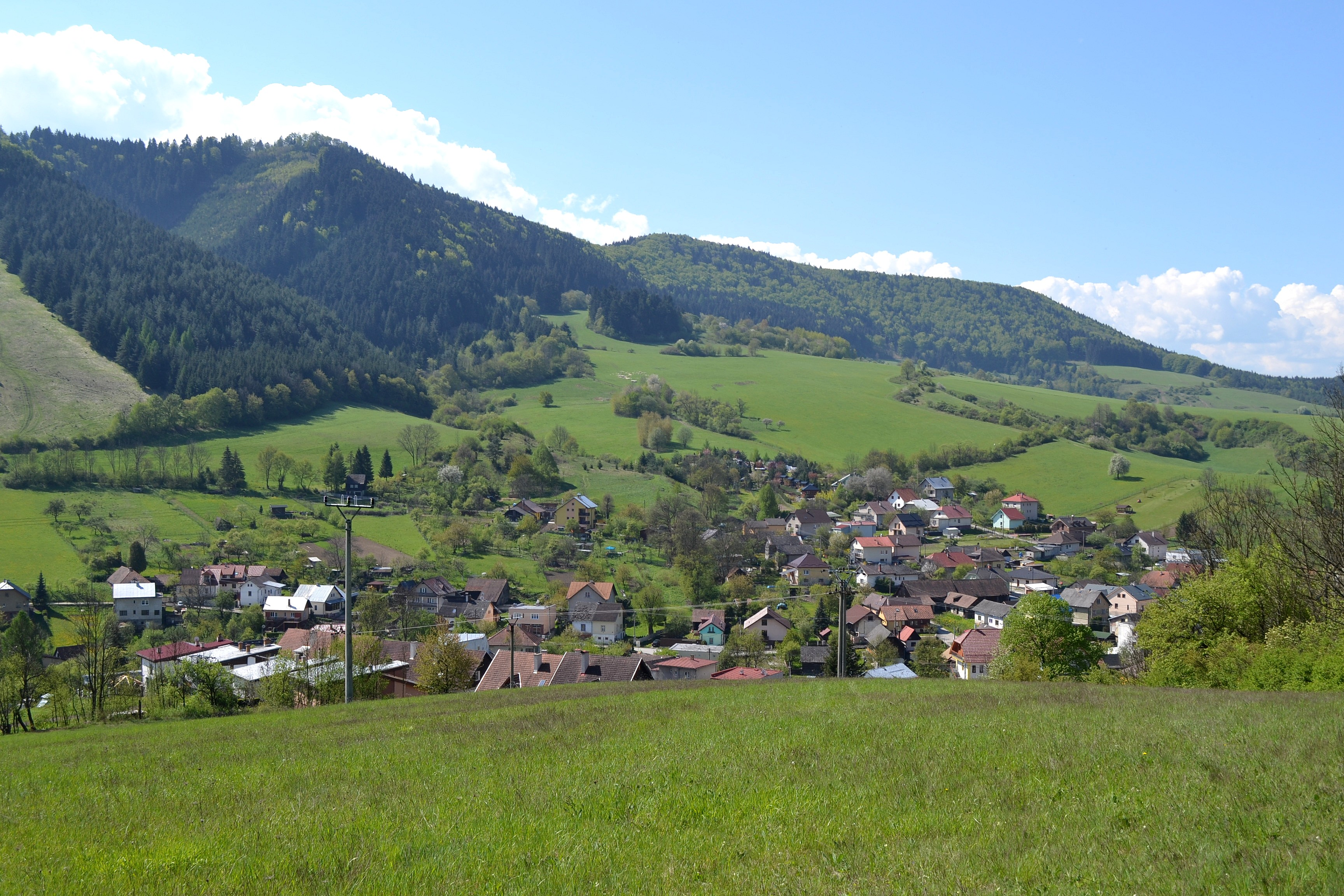
Lietavská Svinná-Babkov

Lietavská Svinná-Babkov ist eine Gemeinde im Norden der Slowakei mit 1725 Einwohnern (Stand 31. Dezember 2024) im Okres Žilina, einem Kreis des Žilinský kraj.

## Geographie
Die Gemeinde befindet sich im Nordostteil des Gebirges Súľovské vrchy entlang des Baches Svinianka, einem Nebenfluss von Rajčianka. Das 18,3 km² große Gemeindegebiet hat braune Waldböden und Rendzina, bewaldet sind die Ränder des Katastralgebiets sowie eine Fläche zwischen Lietavská Svinná und Babkov. Das Ortszentrum liegt auf einer Höhe von 420 m n.m. und ist 12 Kilometer von Žilina entfernt.
Verwaltungstechnisch gliedert sich die Gemeinde in die Gemeindeteile Lietavská Svinná und Babkov (1981 eingemeindet). Der Ort Kňazova Lehota (1907 eingemeindet) ist heute kein Gemeindeteil mehr.

## Geschichte
Der Hauptort Lietavská Svinná wurde zum ersten Mal 1393 als Zyne schriftlich erwähnt und gehörte zum Herrschaftsgut der Burg Lietava. 1828 hatte er 51 Häuser und 561 Einwohner.
Ebenfalls im Jahr 1393 wurden die eingemeindeten Dörfer Kňazova Lehota und Babkov zum ersten Mal schriftlich erwähnt. Beide wurden nach deutschem Recht gegründet.

## Bevölkerung
| Jahr                | 1994 | 2004    | 2014    | 2024    |
| ------------------- | ---- | ------- | ------- | ------- |
| Anzahl der Personen | 1491 | 1562    | 1714    | 1725    |
| Unterschied         |      | +4,76 % | +9,73 % | +0,64 % |

| Jahr                | 2023 | 2024    |
| ------------------- | ---- | ------- |
| Anzahl der Personen | 1717 | 1725    |
| Unterschied         |      | +0,46 % |

Ergebnisse nach der Volkszählung 2001 (1454 Einwohner):
| Nach Ethnie: - 99,35 % Slowaken - 0,26 % Tschechen | Nach Konfession: - 95,70 % römisch-katholisch - 2,28 % konfessionslos - 1,76 % keine Angabe |